# USS LST-455
O USS LST-455 foi um navio de guerra norte-americano da classe LST que operou durante a Segunda Guerra Mundial.